# جشنواره بین‌المللی فیلم انیمیشن انسی
جشنواره بین‌المللی فیلم انیمیشن انسی (فرانسوی: Festival International du Film d'Animation d'Annecy‎) یک جشنواره مربوط به پویانمایی است که هر ساله در آغاز ماه ژوئن در شهر انسی فرانسه برگزار می‌شود. شروع این جشنواره به سال ۱۹۶۰ برمی‌گردد.در ابتدا این جشنواره به‌صورت دوسالانه برگزار می‌شد اما از سال ۱۹۹۸ به رخدادی سالانه تبدیل گشت. در این جشنواره کارتون‌هایی که از تکنیک‌های مختلفی نظیر کارتون پویانمایی‌شده و کات اوت استفاده می‌کنند به رقابت می‌پردازند.